# Pokój na Ziemi
Pokój na Ziemi – powieść fantastycznonaukowa Stanisława Lema ukończona w 1984, wydana po raz pierwszy w 1987 przez Wydawnictwo Literackie. Kontynuacja przygód Ijona Tichego znanego z cyklu Dzienniki gwiazdowe.

## Fabuła
Nieodległa przyszłość. Wyścig zbrojeń staje się coraz bardziej uciążliwy dla wszystkich jego uczestników: coraz doskonalsze rodzaje broni stają się coraz droższe; jednocześnie coraz więcej osób odmawia brania udziału w wojnach. Skutkuje to podpisaniem nowej konwencji genewskiej: państwa-sygnatariusze zobowiązują się do przeniesienia całości zbrojeń na Księżyc. Każde państwo dysponuje własnym sektorem, w którym umieszcza systemy wojskowe własnej produkcji, zdolne do samodzielnego rozwoju i replikacji. Użycie broni ze swojego sektora lub sprawdzenie stanu uzbrojenia możliwe jest dopiero po powiadomieniu czuwającej nad całym przedsięwzięciem Lunar Agency, co uniemożliwia atak z zaskoczenia. Światowy pokój staje się faktem.
Niedługo potem na Ziemi pojawiają się wątpliwości co do zasadności takiego rozwiązania. Pojawiają się plotki (rozsiewane głównie przez zubożałych producentów broni) o rzekomym buncie systemów księżycowych, który miałby skończyć się inwazją. Lunar Agency decyduje się przeprowadzić rekonesans, który kończy się jednak fiaskiem: wysłane na zwiad maszyny nie wracają. Pozostaje tylko jedno rozwiązanie: wysłanie na Księżyc człowieka. Wybór LA pada na Ijona Tichego.
Tichy poznaje szczegóły księżycowych zbrojeń, rezultaty misji maszyn zwiadowczych oraz nową technologię zdalniczą, która pozwoli mu na rekonesans. Za jego plecami toczy się gra wywiadów, kontrwywiadów, rządów i osób prywatnych, o której stopniowo dowiaduje się coraz więcej.
Tichy odkrywa, że na Księżycu doszło do potężnych zniszczeń, a także powstania pyłu o nieznanym mu przeznaczeniu. Nie dowiedziawszy się niczego pewnego, wraca na Ziemię, ale tuż przed powrotem zostaje trafiony promieniem lasera, co powoduje kalozotomię (przecięcie spoidła wielkiego) i w konsekwencji rozdwojenie osobowości na Ijona (narratora powieści, korzystającego z lewej półkuli mózgu) i Iję (korzystającą z prawej półkuli i odpowiadających jej kończyn). W związku z tym Tichy nie może sporządzić kompletnego raportu ze swojej misji, ponieważ część wspomnień jest przechowywana w prawej półkuli, z którą Ijon nie jest w stanie się porozumieć.
Z pomocą swojego przyjaciela, profesora Tarantogi, Tichy zamieszkuje w sanatorium dla milionerów, gdzie, otoczony stałą opieką, snuje wspomnienia i usiłuje (najpierw z pomocą języka głuchoniemych, potem – alfabetu Morse’a) porozumieć się z Iją. Ostatecznie udaje mu się to.
Wkrótce potem Tichego zaczynają odwiedzać przedstawiciele różnych stronnictw księżycowych (będących bądź to za utrzymaniem status quo, bądź za wyjawieniem prawdy), namawiając go do wyboru dalszej drogi postępowania. Dowiaduje się także, że pył, na który natrafił na Księżycu, jest ubocznym rezultatem nekroewolucji (ewolucji maszyn wojennych, obecnych na satelicie Ziemi). Przejął rolę ziemskich bakterii i zaczął zwalczać wszelkie rodzaje broni. Tichy nieświadomie zabrał ze sobą cząsteczki pyłu (które zaczęto określać jako selenocyty) na Ziemię.
Kilka dni później Tichy poznaje skutki działania selenocytów:

Właściwie stan jest bez precedensu. Coś jak po takiej cichutkiej wojnie atomowej, w której na rozkurz poszła cała infrastruktura. Baza przemysłowa, łączność, bankowość, automatyzacja. Ocalały tylko mechanizmy proste, ale żadnego człowieka ani żadnej muchy nie ukrzywdziło. Chociaż i tak nie jest. Musiało być mnóstwo wypadków, tylko przez brak łączności nikt na razie nic o tym porządnie nie wie. Przecież i gazet od dawna nie drukuje się podług Gutenberga. Redakcje też szlag trafił. Nawet nie wszystkie urządzenia w autach działają.

Wirusy (nazwane szyderczo Virus Lunaris Pacemfaciens) spowodowały zniszczenie wszystkich programów komputerowych.